# Mbondomako
 (avril 2009).
Mbondomako est un petit village situé à environ 7 km au Sud-Ouest de la ville de Dongou en République du Congo (Congo-Brazzaville). Ce village doit son existence à Tangassi, un lac de 270 ha réputé poissonneux, découvert au XXe siècle par un certain Mossimbi. La population de MBondomako est d'environ 40 personnes (2007).
Depuis la fin des années 1990, le lac Tangassi est menacé par la fougère d'eau (Salvinia molesta).